# Liste des clochers-murs du Gers
Cet article recense les édifices religieux du Gers, en France, munis d'un clocher-mur.

## Liste
| Édifice                                                            | Commune                | Notes             | Coordonnées                        | Photo |
| ------------------------------------------------------------------ | ---------------------- | ----------------- | ---------------------------------- | ----- |
| Église Saint-Orens de Bajonnette                                   | Bajonnette             |                   | 43° 48′ 32″ nord, 0° 46′ 06″ est   |       |
| Chapelle de la source miraculeuse                                  | Bassoues               |                   | 43° 34′ 53″ nord, 0° 15′ 28″ est   |       |
| Église Saint-Loup de Pardailhan                                    | Beaucaire              |                   | 43° 50′ 12″ nord, 0° 21′ 00″ est   |       |
| Chapelle Saint-André de Ricau                                      | Beaumarchés            |                   | 43° 36′ 03″ nord, 0° 06′ 55″ est   |       |
| Église Notre-Dame de Vopillon                                      | Beaumont               | Inscrit MH (1971) | 43° 55′ 37″ nord, 0° 18′ 07″ est   |       |
| Église de l'Assomption de Belloc-Saint-Clamens                     | Belloc-Saint-Clamens   |                   | 43° 27′ 25″ nord, 0° 26′ 02″ est   |       |
| Église Saint-Marcel de Berrac                                      | Berrac                 |                   | 44° 00′ 47″ nord, 0° 32′ 59″ est   |       |
| Église Saint-Laurent de Betplan                                    | Betplan                |                   | 43° 24′ 49″ nord, 0° 12′ 00″ est   |       |
| Église Saint-Jean-Baptiste du Mas                                  | Biran                  |                   | 43° 40′ 50″ nord, 0° 23′ 55″ est   |       |
| Église Saint-André de Bivès                                        | Bivès                  |                   | 43° 50′ 01″ nord, 0° 48′ 21″ est   |       |
| Chapelle de l'Assomption                                           | Blousson-Sérian        |                   |                                    |       |
| Église Saint-Germier de Boucagnères                                | Boucagnères            |                   | 43° 33′ 45″ nord, 0° 36′ 54″ est   |       |
| Église Saint-Jean-Baptiste de Cabas-Loumassès                      | Cabas-Loumassès        |                   | 43° 21′ 09″ nord, 0° 35′ 57″ est   |       |
| Église Saint-Pierre-et-Saint-Paul de Cadeillan                     | Cadeillan              |                   | 43° 25′ 20″ nord, 0° 50′ 55″ est   |       |
| Chapelle Saint-Michel de Flarembel                                 | Cassaigne              |                   | 43° 53′ 41″ nord, 0° 21′ 56″ est   |       |
| Chapelle de Pépieux                                                | Castelnau-Barbarens    |                   | 43° 36′ 22″ nord, 0° 42′ 53″ est   |       |
| Église d'Auban                                                     | Castelnavet            | Classé MH (1979)  | 43° 40′ 01″ nord, 0° 07′ 18″ est   |       |
| Église Saint-Jean-Baptiste de Castillon-Massas                     | Castillon-Massas       | Inscrit MH (1984) | 43° 43′ 11″ nord, 0° 32′ 42″ est   |       |
| Église Saint-Pierre et Saint-Paul de Catonvielle                   | Catonvielle            |                   | 43° 39′ 35″ nord, 0° 57′ 45″ est   |       |
| Église Saint-Pierre de Barbotan                                    | Cazaubon               | Inscrit MH (1925) | 43° 57′ 04″ nord, 0° 02′ 38″ ouest |       |
| Église Sainte-Madeleine de Cazaux-Savès                            | Cazaux-Savès           |                   | 43° 32′ 30″ nord, 0° 59′ 02″ est   |       |
| Église Saint-Antoine de Lialores                                   | Condom                 | Classé MH (1986)  | 44° 00′ 37″ nord, 0° 24′ 03″ est   |       |
| Église Saint-Saturnin de Flamarens                                 | Flamarens              | Inscrit MH (1993) | 44° 01′ 00″ nord, 0° 47′ 34″ est   |       |
| Église Saint-Michel de Gaudonville                                 | Gaudonville            |                   | 43° 53′ 02″ nord, 0° 50′ 47″ est   |       |
| Église Sainte-Marie-Madeleine de Gavarret-sur-Aulouste             | Gavarret-sur-Aulouste  |                   | 43° 46′ 10″ nord, 0° 39′ 08″ est   |       |
| Église Saint-Jacques de Rouillac                                   | Gimbrède               | Inscrit MH (1990) | 44° 01′ 15″ nord, 0° 42′ 30″ est   |       |
| Église Sainte-Marie-Madeleine d'Haulies                            | Haulies                |                   | 43° 33′ 24″ nord, 0° 40′ 04″ est   |       |
| Église Notre-Dame-des-Neiges de Laas                               | Laas                   |                   | 43° 28′ 13″ nord, 0° 18′ 17″ est   |       |
| Église Saint-André de Bagues                                       | Ladevèze-Rivière       |                   | 43° 32′ 30″ nord, 0° 04′ 10″ est   |       |
| Chapelle de Libou                                                  | Lamaguère              |                   | 43° 28′ 48″ nord, 0° 42′ 00″ est   |       |
| Église Saint-Sigismond de Larressingle                             | Larressingle           | Classé MH (1988)  | 43° 56′ 38″ nord, 0° 18′ 40″ est   |       |
| Chapelle Saint-Michel d'Es Vivès                                   | Lasseube-Propre        |                   | 43° 34′ 54″ nord, 0° 34′ 04″ est   |       |
| Chapelle Sainte-Marie-des-Consolations de Lavardens                | Lavardens              |                   | 43° 45′ 24″ nord, 0° 29′ 58″ est   |       |
| Église Saint-Hilaire de Ligardes                                   | Ligardes               |                   | 44° 02′ 25″ nord, 0° 29′ 01″ est   |       |
| Église Saint-Jean-Baptiste de Lourties                             | Lourties-Monbrun       |                   | 43° 27′ 22″ nord, 0° 32′ 21″ est   |       |
| Église de Paillan                                                  | Lussan                 | Inscrit MH (1979) | 43° 37′ 04″ nord, 0° 46′ 00″ est   |       |
| Église Saint-Barthélemy de Lussan                                  | Lussan                 |                   | 43° 37′ 32″ nord, 0° 44′ 07″ est   |       |
| Église Saint-Martin de Mansempuy                                   | Mansempuy              |                   | 43° 44′ 23″ nord, 0° 48′ 42″ est   |       |
| Église Saint-Pierre de Maravat                                     | Maravat                |                   | 43° 45′ 26″ nord, 0° 45′ 11″ est   |       |
| Église Saints-Pierre-et-Paul de Marsan                             | Marsan                 |                   | 43° 39′ 21″ nord, 0° 43′ 17″ est   |       |
| Chapelle Sainte-Quitterie de Tressens                              | Marsolan               |                   | 43° 57′ 01″ nord, 0° 31′ 25″ est   |       |
| Église Saint-Pierre de Mascaras                                    | Mascaras               |                   | 43° 32′ 43″ nord, 0° 13′ 58″ est   |       |
| Chapelle Saint-Michel de Vicnau                                    | Miramont-d'Astarac     |                   | 43° 33′ 19″ nord, 0° 29′ 11″ est   |       |
| Église Notre-Dame-de-l'Assomption de Miramont-Latour               | Miramont-Latour        |                   | 43° 46′ 24″ nord, 0° 41′ 02″ est   |       |
| Église Sainte-Madeleine de Monbardon                               | Monbardon              |                   | 43° 22′ 50″ nord, 0° 42′ 30″ est   |       |
| Église Saint-Barthélemy de Monblanc                                | Monblanc               |                   | 43° 27′ 52″ nord, 0° 59′ 22″ est   |       |
| Église Saint-Étienne de Lahillaire                                 | Monblanc               |                   | 43° 28′ 35″ nord, 0° 58′ 36″ est   |       |
| Église Sainte-Madeleine de Moncassin                               | Moncassin              |                   | 43° 27′ 13″ nord, 0° 28′ 44″ est   |       |
| Chapelle Saint-Blaise de Montfort                                  | Monfort                |                   | 43° 47′ 23″ nord, 0° 50′ 09″ est   |       |
| Eglise Saint-Laurent de Monpardiac                                 | Monpardiac             |                   |                                    |       |
| Église Saint-André de Montaut                                      | Montaut                |                   | 43° 23′ 38″ nord, 0° 25′ 08″ est   |       |
| Église Saint-Louis-et-Sainte-Marie-Madeleine de Routgès            | Montréal               |                   | 43° 56′ 31″ nord, 0° 16′ 13″ est   |       |
| Église Saint-Julien de Mouchès                                     | Mouchès                |                   | 43° 33′ 30″ nord, 0° 24′ 42″ est   |       |
| Église de Meilhan                                                  | Ordan-Larroque         |                   | 43° 41′ 23″ nord, 0° 29′ 46″ est   |       |
| Chapelle Saint-Jacques-le-Majeur de Taillac                        | Pergain-Taillac        |                   | 44° 03′ 30″ nord, 0° 36′ 55″ est   |       |
| Chapelle Saint-Clar de Pordiac                                     | Pessoulens             |                   | 43° 51′ 28″ nord, 0° 53′ 08″ est   |       |
| Église Saint-Gilles de Peyrusse-Massas                             | Peyrusse-Massas        | Inscrit MH (1979) | 43° 44′ 17″ nord, 0° 33′ 11″ est   |       |
| Église Sainte-Radegonde de Pis                                     | Pis                    |                   | 43° 47′ 02″ nord, 0° 42′ 50″ est   |       |
| Église de la Nativité-de-Notre-Dame de Polastron                   | Polastron              |                   | 43° 31′ 51″ nord, 0° 50′ 53″ est   |       |
| Église Saint-Pierre de Laurac                                      | Polastron              |                   | 43° 32′ 49″ nord, 0° 48′ 59″ est   |       |
| Église Saint-Pardulphe de Pompiac                                  | Pompiac                |                   | 43° 30′ 52″ nord, 1° 00′ 34″ est   |       |
| Église Sainte-Marie-Madeleine de Rignac                            | Pouy-Roquelaure        |                   | 44° 01′ 25″ nord, 0° 31′ 09″ est   |       |
| Église Saint-Étienne de Preignan                                   | Preignan               |                   | 43° 42′ 39″ nord, 0° 38′ 06″ est   |       |
| Église Saint-Brice de Pujaudran                                    | Pujaudran              |                   | 43° 35′ 27″ nord, 1° 08′ 57″ est   |       |
| Église Notre-Dame-de-la-Nativité de Razengues                      | Razengues              |                   | 43° 38′ 25″ nord, 0° 59′ 58″ est   |       |
| Église Saint-Caprais de La Romieu                                  | La Romieu              |                   | 44° 00′ 57″ nord, 0° 30′ 55″ est   |       |
| Chapelle Saint-Jean-Baptiste de Lamans                             | Roquebrune             |                   | 0° nord, 0° est                    |       |
| Chapelle Saint-Blaise d'Arcamont                                   | Roquelaure-Saint-Aubin |                   | 43° 44′ 23″ nord, 0° 36′ 52″ est   |       |
| Église Sainte-Anne de Roquelaure-Saint-Aubin                       | Roquelaure-Saint-Aubin |                   | 43° 40′ 01″ nord, 0° 58′ 53″ est   |       |
| Église Saint-Antoine de Saint-Antoine                              | Saint-Antoine          | Inscrit MH (2016) | 44° 02′ 11″ nord, 0° 50′ 27″ est   |       |
| Chapelle Notre-Dame-de-Brétous de Saint-Arailles                   | Saint-Arailles         |                   | 43° 37′ 06″ nord, 0° 21′ 18″ est   |       |
| Chapelle Saint-Jean-d'Anglès de Condesse                           | Saint-Arailles         |                   | 43° 38′ 02″ nord, 0° 20′ 50″ est   |       |
| Église Saint-Barthélemy de Saint-Arailles                          | Saint-Arailles         |                   | 43° 37′ 36″ nord, 0° 21′ 24″ est   |       |
| Église Saint-Loup de Saint-Créac                                   | Saint-Créac            | Inscrit MH (1995) | 43° 55′ 18″ nord, 0° 48′ 09″ est   |       |
| Église Sainte-Radegonde de Saint-Cricq                             | Saint-Cricq            |                   | 43° 41′ 58″ nord, 0° 59′ 57″ est   |       |
| Chapelle Saint-Pierre dite aussi Saint-Eutrope de Saint-Élix-Theux | Saint-Élix-Theux       |                   | 43° 25′ 12″ nord, 0° 26′ 47″ est   |       |
| Église Saint-Martin de Saint-Martin                                | Saint-Martin           |                   | 43° 30′ 26″ nord, 0° 22′ 34″ est   |       |
| Église Saint-Côme-et-Saint-Damien de Saint-Mézard                  | Saint-Mézard           |                   | 44° 01′ 55″ nord, 0° 33′ 31″ est   |       |
| Église Sainte-Dode de Sainte-Dode                                  | Sainte-Dode            | Inscrit MH (2007) | 43° 25′ 11″ nord, 0° 21′ 53″ est   |       |
| Chapelle Notre-Dame-de-Pitié de Sarrant                            | Sarrant                |                   | 43° 46′ 27″ nord, 0° 55′ 48″ est   |       |
| Chapelle Saint-Christophe de Pérès                                 | Sauveterre             |                   | 43° 27′ 49″ nord, 0° 50′ 01″ est   |       |
| Église Saint-Amat de Sauveterre                                    | Sauveterre             |                   | 43° 27′ 23″ nord, 0° 51′ 26″ est   |       |
| Chapelle Saint-Jean-Baptiste des Martres                           | Sempesserre            |                   | 44° 02′ 45″ nord, 0° 37′ 50″ est   |       |
| Chapelle Saint-Jacques du Peyrigué                                 | Seysses-Savès          |                   | 43° 31′ 49″ nord, 1° 03′ 24″ est   |       |
| Église de l'Exaltation-de-la-Sainte-Croix de Seysses-Savès         | Seysses-Savès          | Inscrit MH (1984) | 43° 30′ 23″ nord, 1° 02′ 28″ est   |       |
| Chapelle de l'Immaculée-Conception d'Aygues-Mortes                 | Taybosc                |                   | 43° 47′ 32″ nord, 0° 44′ 55″ est   |       |
| Église Saint-Maurice de Tourrenquets                               | Tourrenquets           |                   | 43° 45′ 12″ nord, 0° 41′ 27″ est   |       |
| Église Saint-Pierre de Tourrens                                    | Tourrenquets           |                   | 43° 44′ 28″ nord, 0° 42′ 27″ est   |       |
| Église Saint-Saturnin d'Urdens                                     | Urdens                 |                   | 43° 51′ 23″ nord, 0° 42′ 04″ est   |       |
| Chapelle Saint-Laurent de Lasseube-Noble                           | Villefranche           |                   | 0° nord, 0° est                    |       |